# الیکایی دورنگ
الیکایی دورنگ (نام علمی: Campylorhynchus griseus) نام یک گونه از سرده خمیده‌منقارها است.